# BKK Fahr
Unter dem Namen BKK Fahr existierte bis zum 31. Dezember 2009 eine Betriebskrankenkasse mit Sitz in Gottmadingen (Baden-Württemberg).

## Geschichte
Die BKK Fahr war im Jahr 1954 aus der Maschinenfabrik Fahr in Gottmadingen am Bodensee entstanden.
Von der Öffnung für Arbeitnehmer in den Ländern Baden-Württemberg und Niedersachsen im Jahre 1998 bis zur Fusion im Jahre 2010 erhöhte sich die Mitgliederanzahl von 3.000 auf über 160.000 Mitglieder. Damit gehörte die BKK Fahr zu einer der am schnellsten wachsenden gesetzlichen Krankenkassen in Deutschland.
Im Juli 2009 wurde die Überführung in die BKK Gesundheit bekanntgeben, welche zum 1. Januar 2010 vollzogen wurde.